# فطيرة براتا

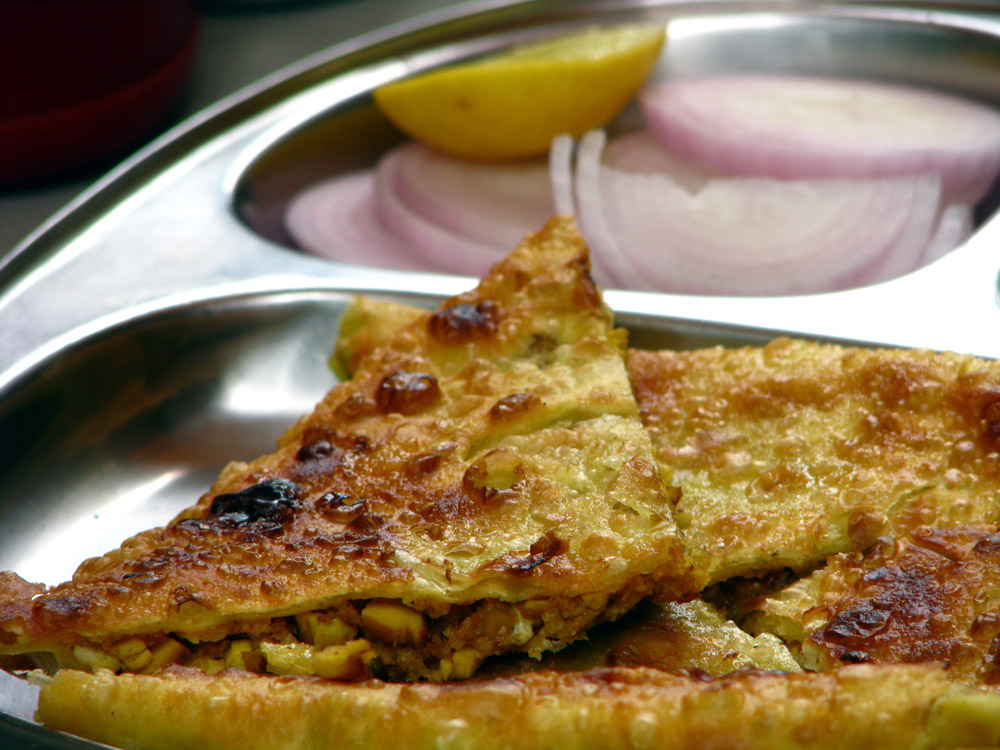
طبق من البراتا البنغالية المحشوة في أحد مطاعم بومباي-الهند

فطيرة البراتا أو البراتة (بالإنجليزية: Paratha) هي نوع من الفطائر التي نشأت في شبه القارة الهندية، تصنع من طحين القمح الكامل وتقلى في السمن أو في زيت القلي وقد تحشى ببعض الخضروات كالبطاطا أوالفجل أو القرنبيط وغيرها. قد تؤكل البراتا بمجرد دهن شيء من الزبدة على سطحها، يفضل البعض لفها على شكل شطيرة وشرب الشاي معها.

## نظيره في المغرب
في المغرب تُحضر فطائر بنفس الشكل والمكونات وتسمى الرغايف أو المسمّن حسب المنطقة، وفي أحيان أخرى تسمى الرزيزة أو الملوي نظرا لسمك وطريقة طي العجين قبل الطهي. تشتهر في المغرب أكلة الرفيسة التي تحضر بتفتيت الرغايف وأضافة مرق اللحم و الخضار أو الحليب.